# ザ・ウォール (2017年の映画)
『ザ・ウォール』（The Wall）は、2017年のアメリカ合衆国の戦争映画。監督はダグ・リーマン、主演はアーロン・テイラー＝ジョンソンが務めた。

## ストーリー
2007年、イラク戦争も終わりに近づいた頃、アメリカ軍の狙撃手であるアイザックとマシューズは、イラクの砂漠地帯にある石油パイプライン建設現場へと派遣される。現場に到着した2人は、そこが安全かどうかを見極めるため、22時間にもおよぶ偵察を行うこととなった。偵察中、マシューズは護衛にあたっていた兵士の遺体から無線機を回収するために接近したところ、狙撃をうけて負傷する。アイザックは撃たれたマシューズを救出しようとしたが、失敗に終わったどころか、自身も狙撃されて傷を負う。また、通信機もアンテナを狙撃されて遠距離通信が出来なくなり水筒にも穴が開いてしまった。
アイザックは、基地本部に助けを求めて無線連絡し、ヘリコプターでの救出を依頼することに成功する。しかし、本部との会話に不信感を持ったアイザックは、やがて基地本部として無線で会話している人物こそ、自分たちを狙撃した相手だと気づく。その男は、兵士たちが名狙撃主として恐れたジューバというイラク兵だった。
負傷したアイザックに残された道は、壁に隠れながらジューバを倒すチャンスをうかがうことだけだった。アイザックは砂ほこりを利用してマシューズの協力のもとジューバの位置を特定しようと試みる。やがて、ジューバが無線を使って狙撃するターゲットを次々と現場に誘き寄せて殺害していたことが明らかになる。

## キャスト
※括弧内は日本語吹替
- アレン・アイザック軍曹: アーロン・テイラー＝ジョンソン（小松史法）
- シェイン・マシューズ2等軍曹: ジョン・シナ（楠大典）
- ジューバ: ライト・ナクリ（山野井仁） - イラク人の狙撃手。声のみの出演。

## 製作
2014年11月12日、アマゾン・スタジオズがドレイン・ウォーレルが執筆した脚本を映画化する権利を購入したと報じられた。ウォーレルは中国で英語を教える仕事に就きながら、本作の脚本を執筆し、2014年のブラックリスト（映画化されていない脚本を対象とした人気投票）へのランクインを果たしていた。ウォーレルは「本作の脚本を執筆するに当たって、私が関心を持ったのは2人の登場人物によるシンプルな会話です。アイザックとジュバの会話は、ニューヨークの公園のベンチでチェスをする2人の男性の会話にも似たところがあるでしょう。」と語っている。
2016年3月29日、ダグ・リーマンが本作の監督に起用されたとの報道があった。5月9日、アーロン・テイラー＝ジョンソンの出演が決まった。同年5月に開催されていた第69回カンヌ国際映画祭において、フィルムネイション・エンターテインメントが本作の全世界配給権を購入したと報じられた。11月29日、ジョン・シナが本作に出演するとの報道があった。
なお、本作を撮影するに当たって、アメリカ軍のレンジャー部隊に所属した経験を持つニコラス・アーヴィングがアドバイザーとして参加することとなった。

## 公開・興行収入
当初、本作は2017年3月10日に公開される予定だったが、後に同年5月12日に公開日が延期された。
2017年5月12日、本作は全米540館で封切られ、公開初週末に89万ドルを稼ぎ出し、週末興行収入ランキング初登場15位となった。

## 評価
本作は批評家から肯定的に評価された。映画批評集積サイトのRotten Tomatoesには73件のレビューがあり、批評家支持率は68%、平均点は10点満点で6.4点となっている。サイト側による批評家の見解の要約は「『ザ・ウォール』は濃密なアクションシーンを首尾一貫した長編スリラー映画にまで展開することができなかったかもしれない。しかし、様々な制約を逆に利用しつくしている作品ではある。」となっている。また、Metacriticには24件のレビューがあり、加重平均値は58/100となっている。